# Kisbeszterce
Kisbeszterce es un pueblo ubicado en el distrito de Hegyhát, en el condado de Baranya, Hungría.

## Superficie
Posee una superficie de 7,470 kilómetros cuadrados.

## Demografía
Hasta 2019 la población era de 73 habitantes, con una densidad de población de 9,772 habitantes por kilómetro cuadrado.